# Home Nations Championship femminile 1997
L'Home International Championship 1997 fu la seconda edizione del torneo rugbistico femminile tra le quattro Home Nation delle Isole Britanniche oggi noto come Sei Nazioni.
Quella del 1997 fu la seconda delle tre che si tennero solo tra le Home Nation; dalla quarta edizione il torneo divenne Cinque Nazioni, con l'ingresso della Francia.
Il torneo fu vinto dall'Inghilterra, che bissò il successo del 1996, di nuovo con il Triple Crown.

## Risultati
| Edimburgo 12 gennaio 1997 | Scozia | 10 – 0 referto | Galles | Meggetland |
| Wilson 52’ Findlay 55’ mt |        |                |        |            |
|                           |        |                |        |            |
| Wilson 52’ Findlay 55’    | mt     |                |        |            |

| Bridgend 26 gennaio 1997                                     | Galles | 32 – 5 referto | Irlanda | Brewery Field |
| Rickard (2) N. Evans (2) D. Evans Green mt Siwek Williams tr |        |                |         |               |
|                                                              |        |                |         |               |
| Rickard (2) N. Evans (2) D. Evans Green                      | mt     | Siwek          |         |               |
| Williams                                                     | tr     |                |         |               |

| Londra 26 gennaio 1997                                            | Inghilterra | 23 – 3 referto | Scozia | Rectory Field (1200 spett.) |
| Burns George Mitchell Atikson-Kennedy mt Mather c.p. Petlevannaja |             |                |        |                             |
|                                                                   |             |                |        |                             |
| Burns George Mitchell Atikson-Kennedy                             | mt          |                |        |                             |
| Mather                                                            | c.p.        | Petlevannaja   |        |                             |

| Limerick 9 febbraio 1997                                                               | Irlanda | 0 – 32 referto                                                        | Inghilterra | Dooradoyle (2000 spett.) |
| mt 10’ Atikson-Kennedy 25’, 70’ Burns 35’ tecnica 60’ Twigg 79’ Ponsford tr 35’ Mather |         |                                                                       |             |                          |
|                                                                                        |         |                                                                       |             |                          |
|                                                                                        | mt      | 10’ Atikson-Kennedy 25’, 70’ Burns 35’ tecnica 60’ Twigg 79’ Ponsford |             |                          |
|                                                                                        | tr      | 35’ Mather                                                            |             |                          |

| Edimburgo 23 febbraio 1997                                                                  | Scozia | 28 – 3 referto | Irlanda | Pennypit Park |
| Sheerin (2) Paterson Williamson mt Chalmers tr Petlevannaja c.p. Shrieves Petlevannaja drop |        |                |         |               |
|                                                                                             |        |                |         |               |
| Sheerin (2) Paterson Williamson                                                             | mt     |                |         |               |
| Chalmers                                                                                    | tr     |                |         |               |
| Petlevannaja                                                                                | c.p.   | Shrieves       |         |               |
| Petlevannaja                                                                                | drop   |                |         |               |

| Llanelli 9 marzo 1997                              | Galles | 14 – 22 referto    | Inghilterra | Stradey Park (2000 spett.) |
| Evans (2) mt Burns (3) Molyneux Lewis (2) tr Burns |        |                    |             |                            |
|                                                    |        |                    |             |                            |
| Evans (2)                                          | mt     | Burns (3) Molyneux |             |                            |
| Lewis (2)                                          | tr     | Burns              |             |                            |

## Classifica
| Pos | Squadra     | G | V | N | P | PF | PS | DP  | Pt |
| --- | ----------- | - | - | - | - | -- | -- | --- | -- |
| 1   | Inghilterra | 3 | 3 | 0 | 0 | 77 | 17 | +60 | 6  |
| 2   | Scozia      | 3 | 2 | 0 | 1 | 41 | 26 | +15 | 4  |
| 3   | Galles      | 3 | 1 | 0 | 2 | 46 | 37 | +9  | 2  |
| 4   | Irlanda     | 3 | 0 | 0 | 3 | 8  | 92 | −84 | 0  |